# Władysław Maćkowiak
Władysław Maćkowiak (ur. 27 listopada 1910 w Sytkach, zm. 4 marca 1942 w Berezweczu) – polski duchowny katolicki i męczennik, błogosławiony katolicki.

## Życiorys
Urodził się w Sytkach w parafii Drohiczyn nad Bugiem. Po ukończeniu gimnazjum wstąpił do Seminarium Duchownego w Wilnie. 18 czerwca 1939 r. przyjął święcenia kapłańskie i uzyskał stopień magistra teologii na Uniwersytecie im. Stefana Batorego. Latem 1939 r. został skierowany do pracy w parafii Bożego Ciała w Ikaźni.

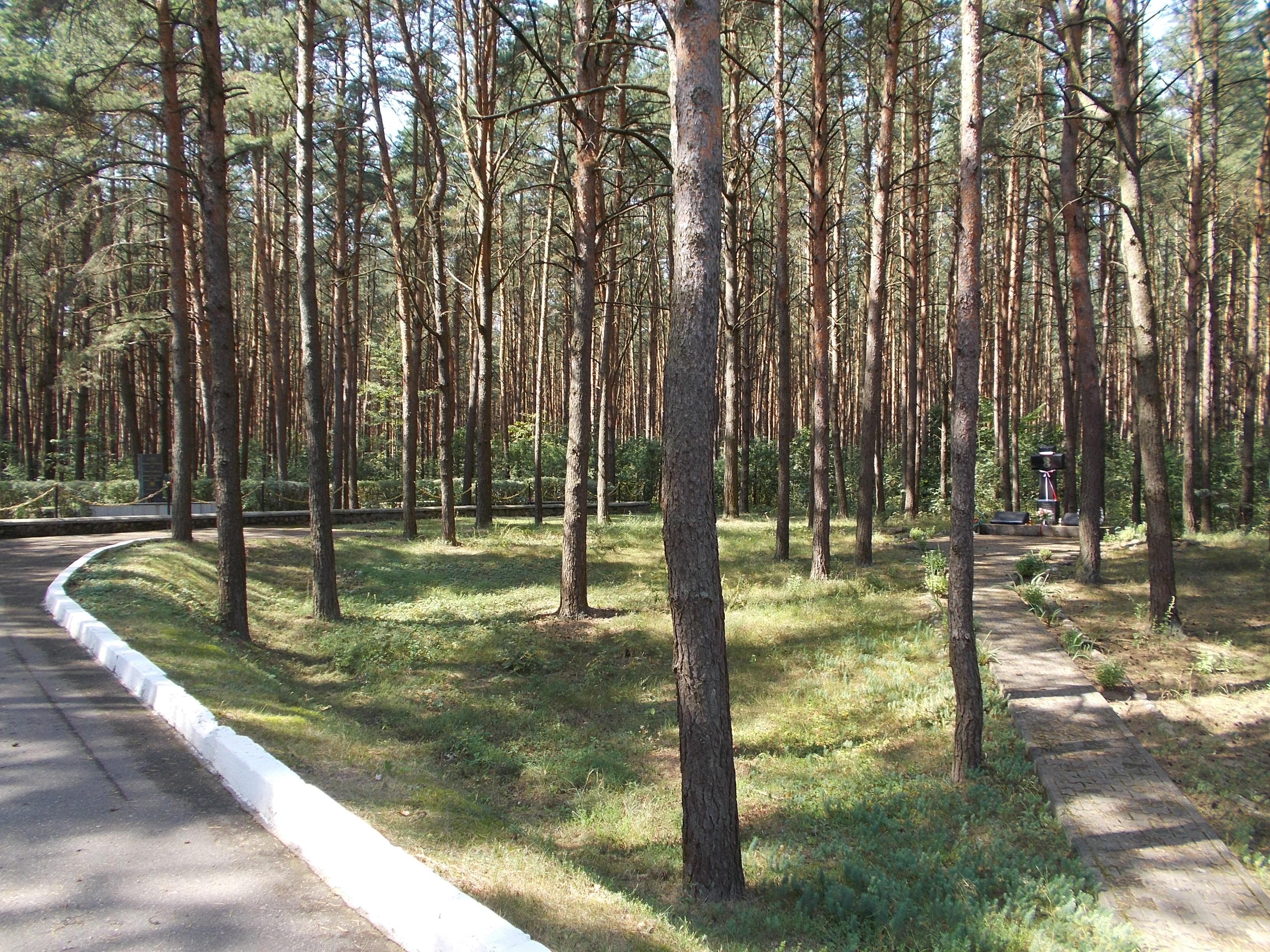
Las Borek w okolicy Berezwecza

3 grudnia 1941 r. został aresztowany przez niemieckiego okupanta i osadzony w więzieniu w Brasławiu, później przewieziony do Berezwecza. Rozstrzelano go dnia 4 marca 1942 r. i pogrzebano wraz z ks. Stanisławem Pyrtkiem i ks. Mieczysławem Bohatkiewiczem w lesie Borek koło Berezwecza.
Został beatyfikowany przez Jana Pawła II 13 czerwca 1999 r. w Warszawie w grupie 108 błogosławionych męczenników.

## Publikacje poświęcone błogosławionemu Władysławowi
- Tadeusz Krahel: Błogosławiony ksiądz Władysław Maćkowiak. Włocławek: Wydaw. Duszpasterstwa Rolników, 2001. ISBN 83-88921-45-2. Brak numerów stron w książce